# Бубен Верхнего мира
«Бу́бен Ве́рхнего ми́ра» — рассказ современного русского писателя Виктора Пелевина, написанный в 1993 году. За этот рассказ Виктор Пелевин был удостоен литературной премии «Великое Кольцо-93». «Бубен Верхнего мира» дал название второму тому вышедшего в 1996 году сборника рассказов.

## Содержание
Характерный для раннего Пелевина рассказ освещает жизнь постперестроечной России, в которую автор привносит элемент мистики. Рассказ начинается со знакомства с тремя героинями, едущими на электричке в сторону Подмосковья: молодыми девушками Таней и Машей, а также пожилой женщиной-шаманом Тыймы.
Таня промышляет тем, что организует эмиграцию русских девушек за границу путём заключения брака с иностранцами, причём эти иностранцы — воскрешенные солдаты, погибшие в ходе Великой Отечественной войны. В деле девушке помогает шаманка Тыймы, которая находит «клиента» в нижнем мире с помощью своего бубна и поднимает его из мёртвых. Оживление происходит сроком на три года и с обязательным условием — женитьбой на девушке-заказчице. Цена такого брака зависит от гражданства покойника. Третья героиня, девушка Маша, — заказчица и подруга Тани. Маша нашла в подмосковном лесу сбитый немецкий самолёт, к которому они и направляются.
Выйдя на платформу, женщины отправляются в лес по асфальтированной дороге, которая, впрочем, вскоре превращается в узкую грязную тропинку. Маша видит в этом пути сходство со своей собственной жизнью: «сначала прямой и ровной, обсаженной рядами простых истин, а потом ставшей ненужной и превратившейся в непонятно куда ведущую тропку». Вскоре они подходят к месту крушения штурмовика «Хейнкель» и начинают обряд. Однако найти лётчика в нижнем мире в этот раз не удается, и Таня предлагает поискать в верхнем, несмотря на то, что успехом эти поиски никогда до этого не заканчивались. Бубен верхнего мира звучит иначе — тише и мягче. Обряд проходит успешно, и появляется фигура человека, который, к разочарованию Тани, оказывается русским майором Звягинцевым, перегонявшим трофейный самолёт и сбитый по ошибке своими.
Майор признается, что откликнулся на зов только потому, что ему понравилась Маша, напомнившая ему его старую подругу. Сидя у костра, он рассказывает Маше о верхнем мире, где он живёт «в покое и радости». Там «никаких названий нет», а раз всё безымянно, то нет и противостояния. Звягинцев не остаётся на «дикой» земле. Прощаясь, он дарит Маше тростниковую дудочку, с помощью которой она сможет попасть к нему в гости.
Рассказ заканчивается возвращением в Москву. Таня предлагает подруге попытать счастья под Архангельском, где в болоте лежит американский Б-29, однако Маша не горит желанием ехать. Она лишь смотрит в окно, сжимая в кармане дудочку, и напряжённо думает.

## Особенности
В самом начале рассказ не содержит каких-либо элементов фантастики. Только к его середине оказывается, что представленная «почётным оленеводом» Тыймын оказывается шаманкой, способной воскрешать мёртвых.
Фантасмагория рассказа перекликается с фантасмагорией жизни в постперестроечной России. Здесь мечты о лучшей жизни связываются с солдатами-захватчиками. Для Тани они лишь выходцы из более благополучного и стабильного мира. Причём она не делает различий между бывшими врагами и союзниками.
Заканчивается рассказ, тем не менее, в традициях русской прозы.

## Публикации
Рассказ «Бубен Верхнего мира» был впервые опубликован в 1993 году во втором номере журнала «Октябрь». Позднее вошёл в сборник рассказов Виктора Пелевина «Бубен Верхнего мира», выпущенный издательством «Терра» в 1996 году.